# Hebomoia leucippe
A Hebomoia leucippe a rovarok (Insecta) osztályának lepkék (Lepidoptera) rendjébe, ezen belül a fehérlepkék (Pieridae) családjába tartozó faj.

## Előfordulása
A Hebomoia leucippe előfordulási területe Indonézia. A Maluku-szigetek és a Peleng-sziget endemikus lepkéje.

## Alfajai
Ennek a lepkének 4 alfaját ismerik el:
- Hebomoia leucippe daemonis Fruhstorfer, 1907  – Seram-sziget
- Hebomoia leucippe detanii Nishimura, 1983 – teljesen narancssárga; Pelang, Banggai
- Hebomoia leucippe leucippe (Cramer, [1775]) – Ambon-sziget, Haruku és Saparua
- Hebomoia leucippe leucogynia (Wallace, 1863) – Buru

## Megjelenése
A szárnyfesztávolsága körülbelül 8 centiméter. A színezete alfajtól függően változó, azonban az elülső szárnypárjuk narancssárga fekete csíkos és pontos mintákkal, valamint fekete szegéllyel. Egyes alfajok sárga hátulsó szárnypárral rendelkeznek, míg mások hátszó szárnyai az elülsőkre hasonlítanak.

## Képek

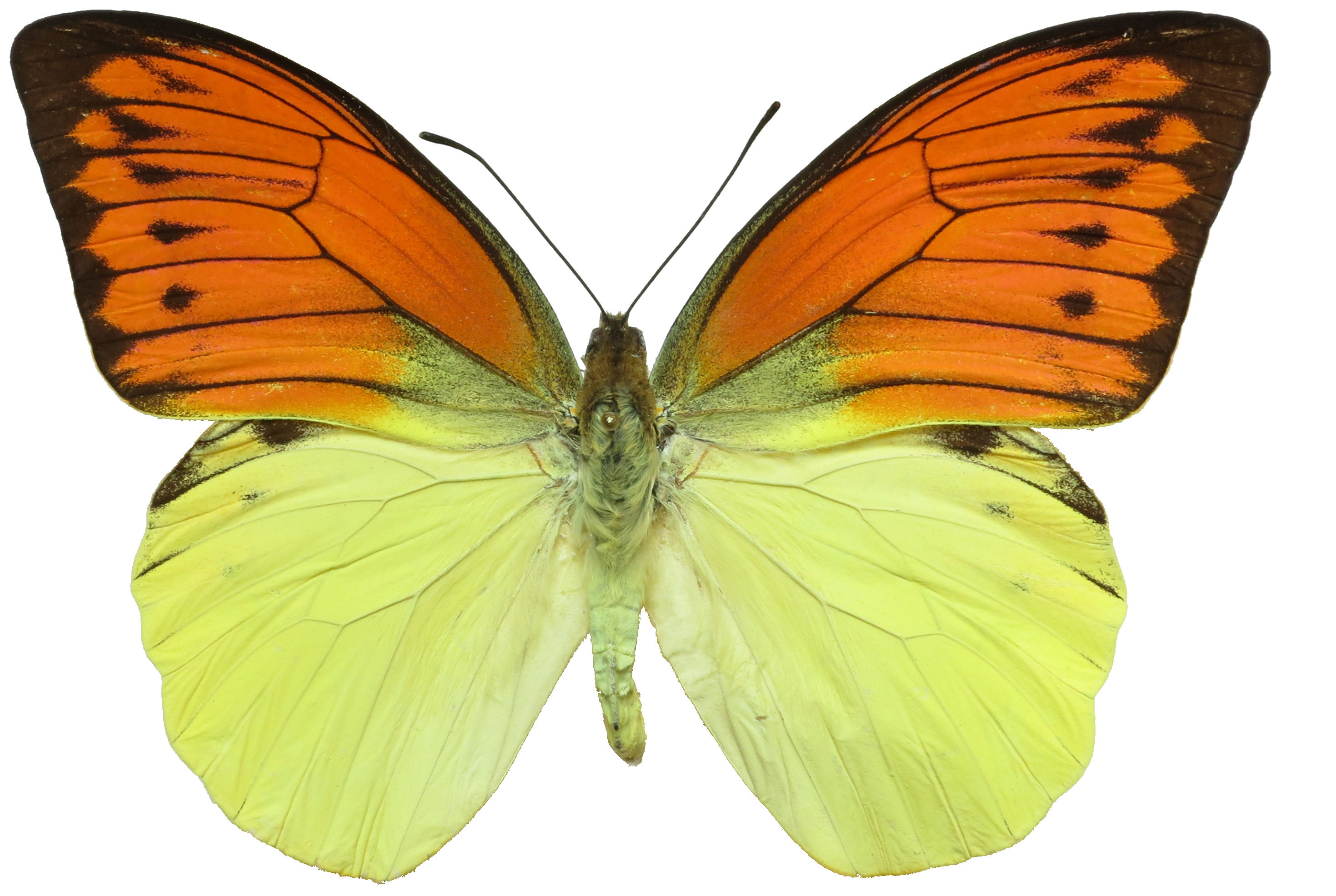
H. l. leucippe hím
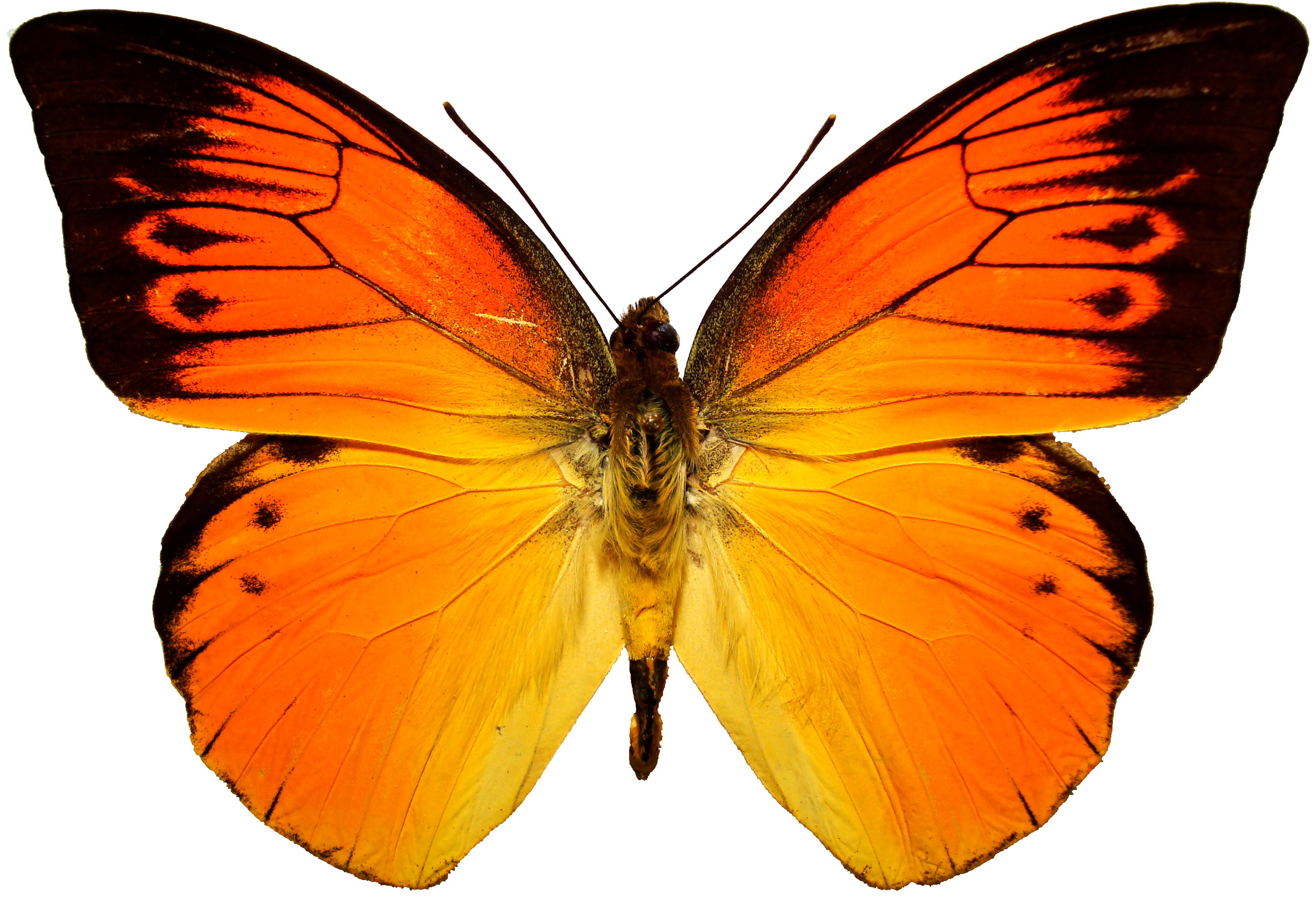
H. l. detanii hím

### Fordítás
- Ez a szócikk részben vagy egészben  a   Hebomoia leucippe című angol Wikipédia-szócikk ezen változatának fordításán alapul.  Az eredeti cikk szerkesztőit annak laptörténete sorolja fel. Ez a jelzés csupán a megfogalmazás eredetét és a szerzői jogokat jelzi, nem szolgál a cikkben szereplő információk forrásmegjelöléseként.